# Nephat Ngotho Kinyanjui
Nephat Ngotho Kinyanjui (* 30. Juni 1977 in Miharati, Provinz Central) ist ein kenianischer Marathonläufer.
2006, 2007 und 2008 siegte er beim Nagano-Marathon, womit er der Rekordgewinner bei diesem Rennen ist. 2007 stellte er als Sieger des Peking-Marathons mit 2:08:09 h seine persönliche Bestzeit auf.
Kinyanjui ist 1,62 m groß, wiegt 52 kg und gehört zu den Trainingspartnern von Olympiasieger Samuel Kamau Wanjiru. Er ist verheiratet und hat eine Tochter.